# Dániel Tőzsér
Dániel Tőzsér [uitspraak: 'daːnjɛl tøː'ʒɛːr] (Szolnok, 12 mei 1985) is een Hongaars voormalig voetballer die meestal als centrale middenvelder speelde. Hij beëindigde zijn loopbaan in 2020 bij DVSC in zijn thuisland. Tőzsér debuteerde in 2005 in het Hongaars voetbalelftal, waarvoor hij daarna 31 interlands speelde.

## Carrière

### Jeugd
Tõzsérs carrièrebegon  bij het Hongaarse Szarvas, waarna hij overstapte naar de jeugd van Debreceni VSC. Daar speelde hij vijf jaar alvorens de overstap te maken naar de A-kern. In het seizoen 2002/03 maakte hij zijn officieel debuut voor Debreceni. Vervolgens verkaste Tõzsér naar de jeugd van Galatasaray, maar een debuut in het eerste elftal bleef in Turkije uit. Na één seizoen zonder speelkansen in de A-kern keerde hij terug naar zijn thuisland.

### Ferencvárosi
Bij Ferencvárosi TC brak de Hongaarse middenvelder onder trainer László Csaba volledig door. Hij werd er een ploegmaat van onder meer Leandro, Alexandar Bajevski en Zoltán Balog. In zijn eerste seizoen maakte Tõzsér in de UEFA Cup zijn Europees debuut.

### AEK Athene
In 2006 volgde een transfer naar het Griekse AEK Athene, waar hij een ploegmaat werd van Júlio César, Bruno Cirillo, Panagiotis Kone en Pantelis Kafes. Bij de Griekse eersteklasser kwam hij aanvankelijk regelmatig aan spelen toe, maar in het seizoen 2007/08 zat de Hongaar steeds vaker op de bank en moest hij de concurrentie aangaan met de Braziliaanse topvoetballer Rivaldo.
In het seizoen 2006/07 maakte Tõzsér zijn debuut in de UEFA Champions League. De middenvelder belandde in dezelfde groep als RSC Anderlecht, AC Milan en Lille OSC. Tõzsér speelde twee keer tegen Anderlecht, maar kwam nooit verder dan een gelijkspel. AEK werd uiteindelijk derde, voor Anderlecht, en plaatste zich voor de derde ronde van de UEFA Cup.

### KRC Genk
In 2008 belandde de Hongaar net als João Carlos en Daniel Pudil in Genk. Tõzsér werd bij KRC Genk binnengehaald als vervanger van Faris Haroun en Wouter Vrancken. De club legde ongeveer €1,3 miljoen op tafel voor de Hongaarse international. Van trainer Ronny Van Geneugden kreeg hij veel speelkansen en werd hij een vaste waarde op het middenveld. Tõzsér noemde hem in een interview een " fantastische man, maar een lachende trainer". In 2009 veroverde hij met Genk meteen zijn eerste trofee. De club won de Beker van België door in de finale KV Mechelen te verslaan.
Toen coach Hein Vanhaezebrouck het roer overnam, kende Genk sportief gezien een mindere periode. Pas toen Frank Vercauteren als trainer werd aangesteld, vond Tõzsér opnieuw zijn draai. Hij werd een sleutelfiguur in het elftal van Vercauteren. Bovendien werd hij ook vaker beslissend, met zijn vrije trappen zorgde hij regelmatig voor een doelpunt. Genk veroverde in 2010/11 de landstitel na een spannende slotwedstrijd tegen Standard Luik. Op 21 juli 2011 bezorgde hij Genk de Supercup. Tõzsér scoorde via een vrije trap het enige doelpunt van de wedstrijd.

### Genoa CFC
Het contract van Tõzsér liep in juni 2012 af. Hij kon rekenen op de interesse van onder meer RSC Anderlecht en Club Brugge, maar tekende op 3 februari 2012 een contract voor vier seizoenen bij Genoa CFC. Omdat zijn contract deze zomer afloopt vertrekt hij transfervrij.
Bij Genoa vlotte het niet zo goed voor Tözsér, hij speelde er geen matchen. In het seizoen 2012-2013 en 2013-2014 werd hij door Parma uitgeleend aan Watford, toen een ploeg uit de Championship in Engeland. In 2014 heeft Watford de promotie kunnen afdwingen naar de Premier League. Töszérs contract liep af en hij maakte toen de overstap naar Queens Park Rangers, ook een ploeg in de Engelse Championship.

## Interlandcarrière
Tõzsér speelde tot dusver achttien interlands voor Hongarije. Hij maakte zijn debuut op 15 december 2005 in het vriendschappelijke duel (2-0) in Phoenix tegen Mexico. Zijn voorlopig laatste interland speelde hij op 29 mei 2010 in Boedapest tegen Duitsland.

## Spelerscarrière[3]
| Seizoen | Club                | Land                 | Competitie            | Wed. | Goals |
| ------- | ------------------- | -------------------- | --------------------- | ---- | ----- |
| 2002/03 | Debreceni VSC       | Vlag van Hongarije   | Magyar Labdarúgó Liga | 1    | 0     |
| 2003/04 | Galatasaray         | Vlag van Turkije     | Süper Lig             | 0    | 0     |
| 2004-05 | Ferencvárosi TC     | Vlag van Hongarije   | Magyar Labdarúgó Liga | 27   | 1     |
| 2005-06 | Ferencvárosi TC     | Vlag van Hongarije   | Magyar Labdarúgó Liga | 27   | 2     |
| 2006-07 | AEK Athene          | Vlag van Griekenland | Super League          | 23   | 2     |
| 2007-08 | AEK Athene          | Vlag van Griekenland | Super League          | 12   | 1     |
| 2008/09 | KRC Genk            | Vlag van België      | Jupiler Pro League    | 25   | 2     |
| 2009/10 | KRC Genk            | Vlag van België      | Jupiler Pro League    | 38   | 5     |
| 2010/11 | KRC Genk            | Vlag van België      | Jupiler Pro League    | 39   | 8     |
| 2011/12 | KRC Genk            | Vlag van België      | Jupiler Pro League    | 30   | 2     |
| 2012/13 | Genoa CFC           | Vlag van Italië      | Serie A               | 22   | 0     |
| 2013/14 | → Watford           | Vlag van Engeland    | Championship          | 20   | 0     |
| 2014/15 | Parma               | Vlag van Italië      | Serie A               | 0    | 0     |
| 2014/15 | → Watford           | Vlag van Engeland    | Championship          | 45   | 5     |
| 2015/16 | Queens Park Rangers | Vlag van Engeland    | Championship          | 16   | 1     |
| 2016/17 | Debreceni VSC       | Vlag van Hongarije   | Nemzeti Bajnokság     | 24   | 4     |
| 2017/18 | Debreceni VSC       | Vlag van Hongarije   | Nemzeti Bajnokság     | 17   | 5     |
|         |                     |                      | Totaal                | 366  | 38    |

Laatst bijgewerkt: 9 april 2015

## Trivia
- Tõzsér speelde zowel bij Ferencvárosi, AEK Athene als KRC Genk met het rugnummer 88, een geluksnummer volgens zijn moeder. Begin 2009 vertelde schrijver Herman Brusselmans in zijn column en het voetbalprogramma Studio 1 dat 88 symbool staat voor H.H. of dus "Heil Hitler" (de letter H is de 8e van het alfabet).[4] Brusselmans was dan ook verbaasd dat Tõzsér met dat rugnummer mocht spelen. De Hongaar zei dat hij niet op de hoogte was van de symboliek en bleef aanvankelijk met het rugnummer verder spelen.[5] Uiteindelijk veranderde hij zijn rugnummer alsnog in 8.
- Thibaut Courtois vertelde in november 2024 in een interview dat Tõzsér nog altijd één van zijn beste vrienden binnen het voetbal is. Tõzsér hielp de jonge Courtois bij zijn debuurtjaren bij KRC Genk.